# Trượt tuyết tự do tại Thế vận hội Mùa đông 2018 - Không trung nữ
Nội dung không trung nữ (aerials) của môn trượt tuyết tự do tại Thế vận hội Mùa đông 2018 diễn ra vào ngày 15 và 16 tháng 2 năm 2018 tại Công viên Phoenix Bogwang, Pyeongchang, Hàn Quốc.

## Kết quả

### Vòng loại 1
Vòng này diễn ra vào ngày 15 tháng 2 lúc 20:00.
| Hạng | Số áo | Tên                      | Quốc gia                     | Điểm   | Ghi chú |
| ---- | ----- | ------------------------ | ---------------------------- | ------ | ------- |
| 1    | 9     | Alexandra Orlova         | Vận động viên Olympic từ Nga | 102.22 | Q       |
| 2    | 2     | Hanna Huskova            | Belarus                      | 100.45 | Q       |
| 3    | 1     | Xu Mengtao               | Trung Quốc                   | 99.37  | Q       |
| 4    | 3     | Kristina Spiridonova     | Vận động viên Olympic từ Nga | 97.64  | Q       |
| 5    | 6     | Danielle Scott           | Úc                           | 93.76  | Q       |
| 6    | 29    | Zhang Xin                | Trung Quốc                   | 90.24  | Q       |
| 7    | 12    | Kong Fanyu               | Trung Quốc                   | 89.77  |         |
| 8    | 16    | Liubov Nikitina          | Vận động viên Olympic từ Nga | 88.83  |         |
| 9    | 17    | Madison Olsen            | Hoa Kỳ                       | 87.88  |         |
| 10   | 19    | Olga Polyuk              | Ukraina                      | 82.21  |         |
| 11   | 13    | Ashley Caldwell          | Hoa Kỳ                       | 81.81  |         |
| 12   | 22    | Zhanbota Aldabergenova   | Kazakhstan                   | 81.07  |         |
| 13   | 20    | Yan Ting                 | Trung Quốc                   | 80.95  |         |
| 14   | 27    | Marzhan Akzhigit         | Kazakhstan                   | 79.17  |         |
| 15   | 11    | Alla Tsuper              | Belarus                      | 77.90  |         |
| 16   | 18    | Catrine Lavallée         | Canada                       | 73.08  |         |
| 17   | 8     | Kiley McKinnon           | Hoa Kỳ                       | 72.26  |         |
| 18   | 5     | Lydia Lassila            | Úc                           | 66.27  |         |
| 19   | 7     | Laura Peel               | Úc                           | 64.86  |         |
| 20   | 10    | Alina Gridneva           | Vận động viên Olympic từ Nga | 60.16  |         |
| 21   | 26    | Akmarzhan Kalmurzayeva   | Kazakhstan                   | 58.58  |         |
| 22   | 14    | Samantha Wells           | Úc                           | 54.28  |         |
| 23   | 28    | Ayana Zholdas            | Kazakhstan                   | 51.01  |         |
| 24   | 4     | Aliaksandra Ramanouskaya | Belarus                      | 38.85  |         |
| 25   | 30    | Kim Kyoung-eun           | Hàn Quốc                     | 35.67  |         |

### Vòng loại 2
Vòng này diễn ra vào ngày 15 tháng 2 lúc 20:45.
| Hạng | Số áo | Tên                      | Quốc gia                     | Vòng 1 | Vòng 2 | Tốt nhất | Ghi chú |
| ---- | ----- | ------------------------ | ---------------------------- | ------ | ------ | -------- | ------- |
| 1    | 11    | Alla Tsuper              | Belarus                      | 77.90  | 99.37  | 99.37    | Q       |
| 2    | 12    | Kong Fanyu               | Trung Quốc                   | 89.77  | 95.17  | 95.17    | Q       |
| 3    | 7     | Laura Peel               | Úc                           | 64.86  | 89.46  | 89.46    | Q       |
| 4    | 16    | Liubov Nikitina          | Vận động viên Olympic từ Nga | 88.83  | 84.24  | 88.83    | Q       |
| 5    | 8     | Kiley McKinnon           | Hoa Kỳ                       | 72.26  | 87.88  | 87.88    | Q       |
| 6    | 17    | Madison Olsen            | Hoa Kỳ                       | 87.88  | 80.04  | 87.88    | Q       |
| 7    | 22    | Zhanbota Aldabergenova   | Kazakhstan                   | 81.07  | 85.36  | 85.36    |         |
| 8    | 4     | Aliaksandra Ramanouskaya | Belarus                      | 38.85  | 83.65  | 83.65    |         |
| 9    | 20    | Yan Ting                 | Trung Quốc                   | 80.95  | 82.94  | 82.94    |         |
| 10   | 19    | Olga Polyuk              | Ukraina                      | 82.21  | 55.50  | 82.21    |         |
| 11   | 13    | Ashley Caldwell          | Hoa Kỳ                       | 81.81  | 55.86  | 81.81    |         |
| 12   | 27    | Marzhan Akzhigit         | Kazakhstan                   | 79.17  | 70.20  | 79.17    |         |
| 13   | 18    | Catrine Lavallée         | Canada                       | 73.08  | 71.34  | 73.08    |         |
| 14   | 5     | Lydia Lassila            | Úc                           | 66.27  | 63.45  | 66.27    |         |
| 15   | 10    | Alina Gridneva           | Vận động viên Olympic từ Nga | 60.16  | 60.98  | 60.98    |         |
| 16   | 26    | Akmarzhan Kalmurzayeva   | Kazakhstan                   | 58.58  | 47.32  | 58.58    |         |
| 17   | 14    | Samantha Wells           | Úc                           | 54.28  | 58.27  | 58.27    |         |
| 18   | 28    | Ayana Zholdas            | Kazakhstan                   | 51.01  | 57.98  | 57.98    |         |
| 19   | 30    | Kim Kyoung-eun           | Hàn Quốc                     | 35.67  | 44.20  | 44.20    |         |

### Chung kết
Chung kết diễn ra vào ngày 16 tháng 2 lúc 20:00.
| Hạng | Số áo | Tên                  | Quốc gia                     | Vòng 1 | Hạng | Vòng 2     | Hạng       | Vòng 3     | Hạng       |
| ---- | ----- | -------------------- | ---------------------------- | ------ | ---- | ---------- | ---------- | ---------- | ---------- |
| 1    | 2     | Hanna Huskova        | Belarus                      | 94.15  | 1    | 85.05      | 4          | 96.14      | 1          |
| 2    | 29    | Zhang Xin            | Trung Quốc                   | 87.25  | 6    | 94.11      | 2          | 95.52      | 2          |
| 3    | 12    | Kong Fanyu           | Trung Quốc                   | 89.77  | 4    | 97.29      | 1          | 70.14      | 3          |
| 4    | 11    | Alla Tsuper          | Belarus                      | 90.82  | 3    | 84.00      | 5          | 59.94      | 4          |
| 5    | 7     | Laura Peel           | Úc                           | 85.05  | 9    | 85.65      | 3          | 55.34      | 5          |
| 6    | 17    | Madison Olsen        | Hoa Kỳ                       | 85.36  | 8    | 83.23      | 6          | 47.23      | 6          |
| 7    | 16    | Liubov Nikitina      | Vận động viên Olympic từ Nga | 85.68  | 7    | 80.01      | 7          | Đã bị loại | Đã bị loại |
| 8    | 9     | Alexandra Orlova     | Vận động viên Olympic từ Nga | 89.28  | 5    | 61.25      | 8          | Đã bị loại | Đã bị loại |
| 9    | 1     | Xu Mengtao           | Trung Quốc                   | 91.00  | 2    | 59.25      | 9          | Đã bị loại | Đã bị loại |
| 10   | 8     | Kiley McKinnon       | Hoa Kỳ                       | 80.95  | 10   | Đã bị loại | Đã bị loại | Đã bị loại | Đã bị loại |
| 11   | 3     | Kristina Spiridonova | Vận động viên Olympic từ Nga | 57.64  | 11   | Đã bị loại | Đã bị loại | Đã bị loại | Đã bị loại |
| 12   | 6     | Danielle Scott       | Úc                           | 57.01  | 12   | Đã bị loại | Đã bị loại | Đã bị loại | Đã bị loại |